# Pont Saint-Nicolas de Campagnac
Der Pont Saint-Nicolas de Campagnac ist eine mittelalterliche Bogenbrücke im Süden Frankreichs, nahe den Ortschaften Blauzac und Sainte-Anastasie im Département Gard. Sie dient immer noch als Straßenbrücke zwischen Nîmes und Uzès (D 979).

## Lage
Die Brücke befindet sich ca. 15 km (Fahrtstrecke) nördlich von Nîmes auf dem Gebiet der Gemeinde Sainte-Anastasie in einer Höhe von ca. 60 m ü. d. M.; sie liegt jedoch näher an der Ortschaft Blauzac.

## Geschichte
Die Brücke über den Gardon wurde zwischen 1245 und 1260 erbaut; zuvor erfolgte die Flussüberquerung über Furten. Die Brücke wurde häufig ausgebessert und teilweise erneuert; am 24. August 1944 wurde sie von abziehenden deutschen Wehrmachtseinheiten teilweise zerstört. Bei Hochwassern des Gardon (gardonnades) in den Jahren 1907, 1933, 1958, 2002 und 2014 erlitt sie ebenfalls teils erhebliche Schäden.

## Architektur
Die achtbogige Brücke ist ca. 120 m lang und maximal ca. 18 m hoch; die lichte Weite zwischen den schlanken Brückenpfeilern beträgt zwischen ca. 8 und 14 m. Die Pfeiler sind aus strömungstechnischen Gründen beidseitig angespitzt – Blockierungen der Durchlässe durch Bäume etc. sowie ungünstige Wirbel konnten so vermieden werden. Die Bögen sind zum Teil leicht angespitzt – ein Hinweis auf die Bauzeit (Gotik). Auf der Nordseite der Brücke befindet sich – etwas erhöht – ein kleines ehemaliges Priorat mit Kirche, Refektorium, Herberge und Wirtschaftsgebäuden.